# Isaac Lindo

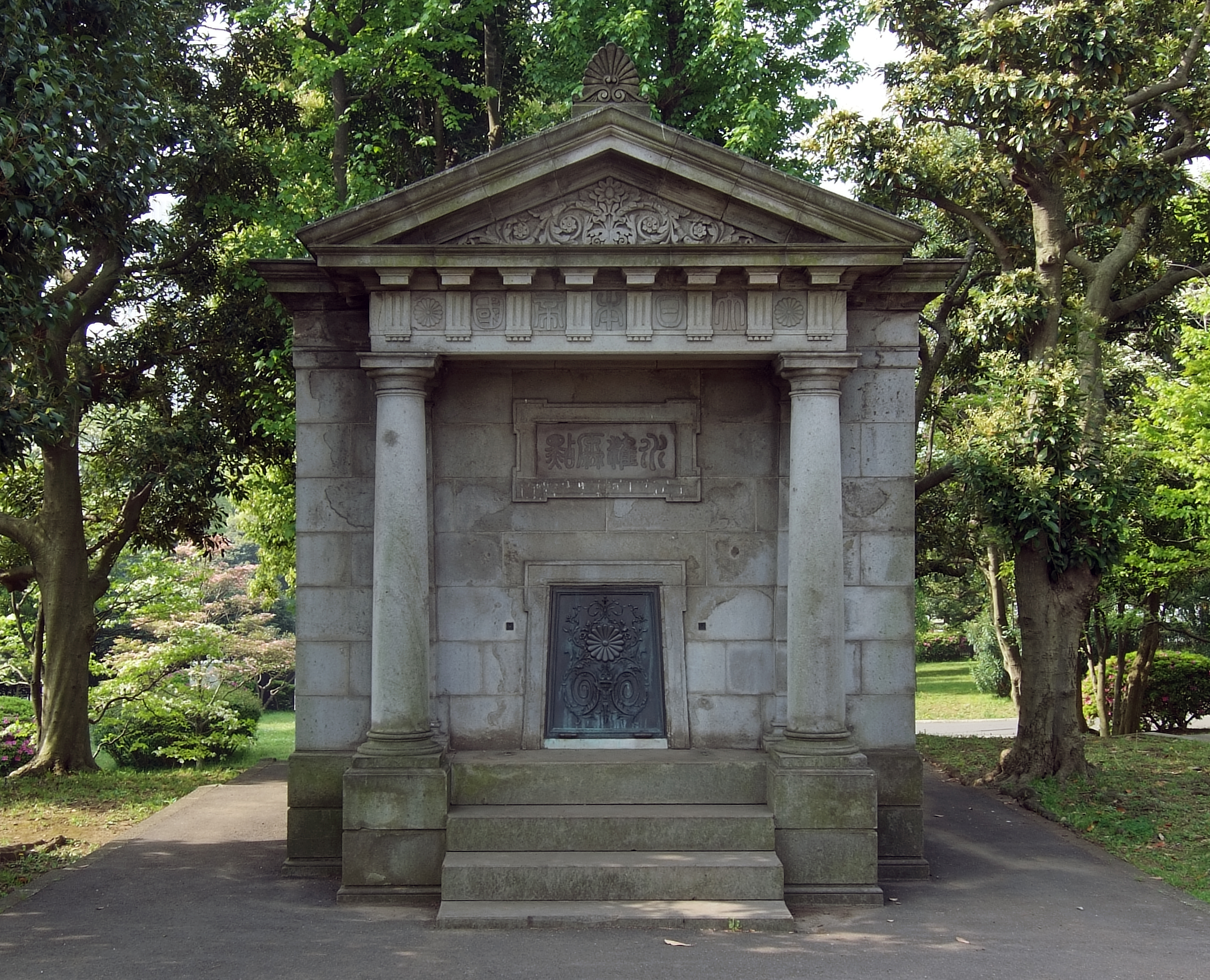
Locatie 'Japans Peil' in Tokio

Isaac Anne (roepnaam Jack) Lindo (Arnhem, 20 september 1848 - Den Haag, 2 december 1941) was een Nederlandse Genie-officier en ingenieur. Tijdens de Meiji-restauratie was hij een o-yatoi gaikokujin in Japan. Hij is nog steeds bekend als een van "de Watermannen" vanwege zijn waterstaatkundige werken, zoals de vaststelling van het Tokio Peil, dat de standaard zou worden voor hoogtemetingen in het hele land. In Nederland werd Lindo vooral bekend als de eerste directeur Gemeentewerken in Arnhem en als directeur van de Haagse Dienst Gemeentewerken.

## Leven
Lindo werd in 1848 in Arnhem geboren als zoon van Mark Prager Lindo en Johanna Nijhoff. Lindo werd vernoemd naar zijn grootvader van moederskant: de uitgever en archivaris Isaac Anne Nijhoff. Vanwege de benoeming van zijn vader aan de Koninklijke Militaire Academie in Breda verhuisde het gezin van Arnhem naar Ginneken, een dorp nabij Breda. Lindo volgde vanaf 1864 de opleiding aan de militaire academie tot luitenant bij de genie. Nadat zijn vader was benoemd tot inspecteur voor het lager onderwijs in Zuid-Holland verhuisde het gezin naar Den Haag. Lindo vervolgde toen zijn opleiding aan de Polytechnische School te Delft. Lindo trouwde in 1878 met Petronella Smits (1857-1940). Zij kregen vier kinderen. Lindo overleed in 1941. Hij ligt begraven op de Gemeentelijke Begraafplaats in Den Haag.

## Carrière

#### Japan
In 1871 werd de reeds ervaren ingenieur Cornelis van Doorn uitgenodigd door de Japanse overheid om daar als deskundige in dienst te treden. Hij verzocht Lindo hem te vergezellen. Tussen zijn aankomst in 1872 en vertrek in 1875 was hij alleen of samen met anderen verantwoordelijk voor projecten in Ara, Edo (waterpassing); Niigata (havenaanleg); Shinano (rivierverbetering); Tone (rivierverbetering/waterpassing). Als onderdeel van zijn werk stelde Lindo ook het Tokio Peil vast, dat later als het Japanse Peil de standaard werd voor hoogtemetingen in het hele land. Tijdens zijn verblijf in Japan stuurde Lindo vele brieven aan zijn familie in Nederland. Hij beschreef gedetailleerd zijn werk en dagelijks leven. Zijn brieven vormen de hoofdmoot van het boek 'Die Eeuwige Rijst Met Japansche Thee'. Van Doorn en Lindo waren de eerste 'wateringenieurs' die actief waren in Japan.

#### Arnhem
In Arnhem bestond het plan om een Dienst Gemeentewerken in het leven te roepen. Dit had ook te maken met de onhygiënische omstandigheden ten gevolge van het ontbreken van een deugdelijk rioleringsstelsel. Als leidinggevende was daardoor niet zozeer behoefte aan een nieuwe architect, maar meer aan een stedenbouwkundig/civieltechnisch ingenieur. Daarop werd Lindo op 29 mei 1886 benoemd tot de eerste directeur Gemeentewerken in Arnhem. De dienst zelf werd pas een jaar later - op 1 mei 1887 - opgericht. Met behulp van de reeds bestaande maar eerder afgewezen rioleringsplannen van Van Gendt en Henket ontwikkelde Lindo een nieuw plan, dat uiteindelijk door de gemeenteraad werd goedgekeurd. Lindo ging voortvarend aan de slag met de uitvoering, maar maakte door zijn overstap naar Den Haag de voltooiing niet meer mee. De door Lindo opgestelde rioleringsplannen, alsmede zijn stedenbouwkundige plannen rondom het aan te leggen Burgemeesterskwartier, werden in 1890 voortgezet en uitgebreid door zijn opvolger als directeur Gemeentewerken Ir. Jan Willem  Cornelis Tellegen (1859-1921).

#### Den Haag

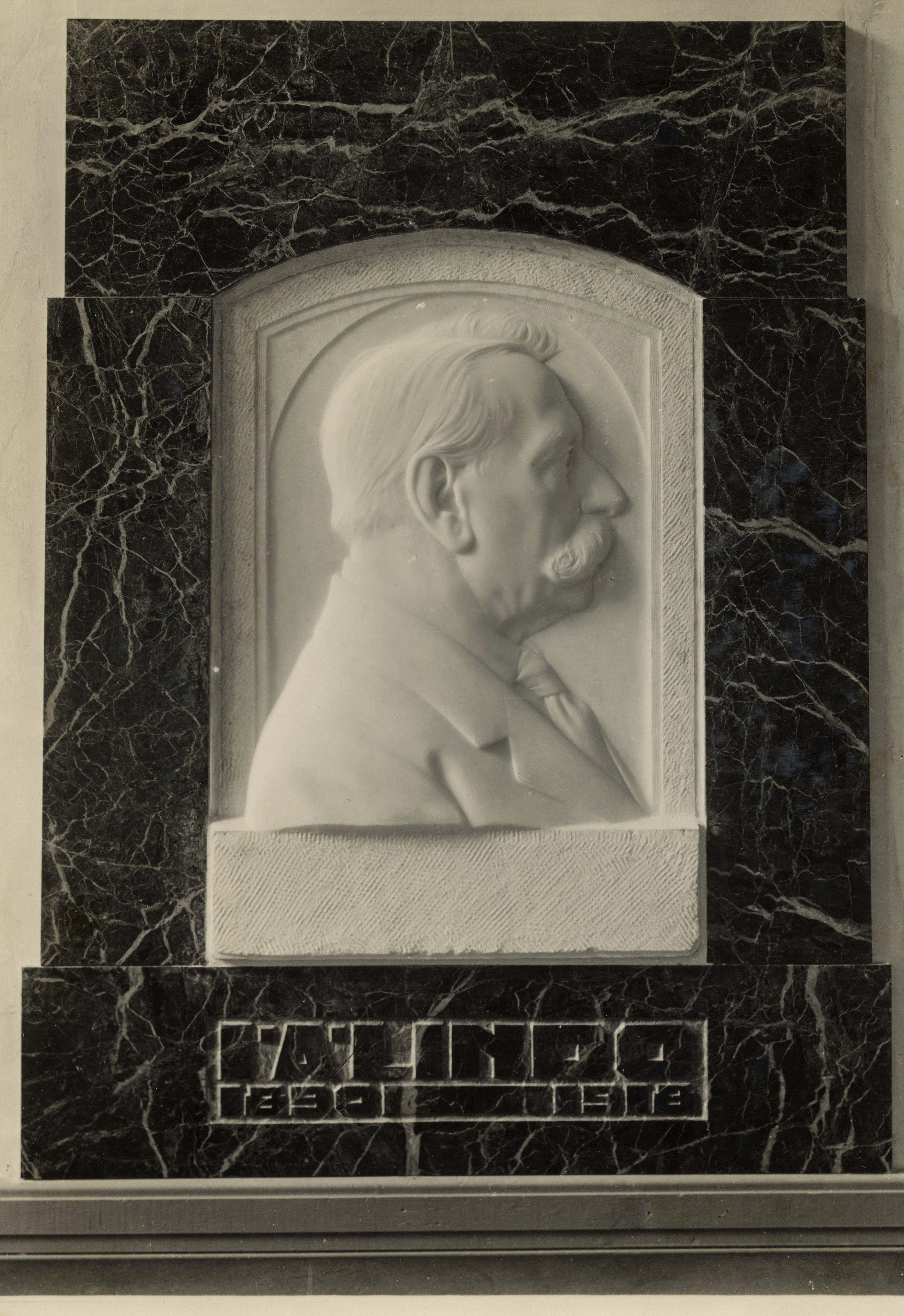
Plaquette van Isaac Anne Lindo Directeur Gemeentewerken 1918

Vanwege zijn inmiddels in Arnhem opgebouwde reputatie werd Lindo in 1890 door het Haagse stadsbestuur gevraagd om directeur van de Haagse Dienst Gemeentewerken te worden. Lindo verkreeg per 1 mei 1890 eervol ontslag uit Arnhemse dienst om te kunnen terug te keren naar zijn vroegere woonplaats Den Haag. Hier was hij van grote betekenis voor de stedelijke ontwikkeling. Hij speelde niet alleen een belangrijke rol bij het verbeteren van het rioolstelsel, de waterbeheersing en de stedenbouwkundige uitleg, maar in zijn periode kwamen ook de Binnenhavens, waaronder de Laakhaven, en de Scheveningse haven tot stand. Daarnaast werden er diverse doorbraken in het centrum gerealiseerd (o.a. Grote Marktstraat) en gewerkt aan uitbreidingsplannen (inclusief het bijbehorende wegenstelsel). De invloed van Lindo is hierdoor nog op veel plaatsen in de stad terug te vinden.

## Eerbetoon
- Ter gelegenheid van het afscheid Lindo als directeur van de Haagse Dienst Gemeentewerken werd in 1918 een plaquette met zijn profiel aangebracht in het gebouw van gemeentewerken aan het Zieken. Na de sloop van dat gebouw werd de plaquette geplaatst in het nieuwe stadhuis en op 7 juni 2002 onthuld in aanwezigheid van de familie.
- Op 23 maart 1938 kreeg een door toedoen van Lindo gespaard duin zijn naam. De toen 90-jarige Lindo kon hier nog bij aanwezig zijn. Het Lindoduin was oorspronkelijk een uitzichtpunt halverwege Scheveningen-Dorp en Scheveningen-Bad. In 1964 werd het duin alsnog afgegraven, waarna hier de flats 'Hoog en Laag Lindoduin' gebouwd werden. Lindoduin werd ook als straatnaam in 1967 vastgesteld.
- Op 1 oktober 2009 werd door toenmalig minister Eurlings van Verkeer en Waterstaat een monument voor Lindo onthuld in Urayasu, in de prefectuur Chiba, Japan.[2][3]

- Gemeinsame Normdatei: 128632364
- International Standard Name Identifier: 0000 0000 3769 3403
- Library of Congress Control Number: nb2004311294
- Bibliotheek van het Japanse parlement: 00933068
- Nederlandse Thesaurus van Auteursnamen: 246874724
- Virtual International Authority File: 20740935
- WorldCat: E39PBJymy8BdyXRjYk43wtFdwC